# منطقة إيلبصان
منطقة إيلبصان (بالألبانية: Rrethi i Elbasanit) هي واحدة من ستة وثلاثين منطقة تقع في ألبانيا وهي جزء من مقاطعة إيلبصان. يقدر عدد سكانها بـ 224,689 نسمة ومساحتها 1,372 كم2 .